# أمر إخلاء 2 (مسلسل)
أمر إخلاء 2 هو مسلسل كويتي كوميدي درامي عائلي عرض عام 2021.

## الممثلون
- عبد الله التركماني بدور «عادل»
- فوز الشطي بدور «عمشة»
- في الشرقاوي بدور «نوال»
- ميس كمر بدور «سندس»
- يوسف البلوشي بدور «محمد»
- غادة الزدجالي بدور «بدرية»
- ناصر الدوسري بدور «عامر»
- عبد العزيز مندني بدور «مرزوق»
- ضاري عبد الرضا بدور «حميدان»
- صمود المؤمن بدور «دلال»
- ضاري الرشدان بدور «جزاع»
- رهف محمد بدور «جوري»
- مشاري الفريح بدور «ناصر»
- رونق بدور «زهرة»
- أريج العطار بدور «زبيدة»
- منصور البلوشي بدور «محمود»
- سلطان المدريدي بدور «سعد»
- مي حسني